# Plavna (Negotin)
Plavna es un pueblo ubicado en la municipalidad de Negotin, en el distrito de Bor, Serbia.

## Superficie
Posee una superficie de 57,62 kilómetros cuadrados.

## Demografía
Hasta 2011 la población era de 886 habitantes, con una densidad de población de 15,38 habitantes por kilómetro cuadrado.